# كينجيرو تاكاياناغي

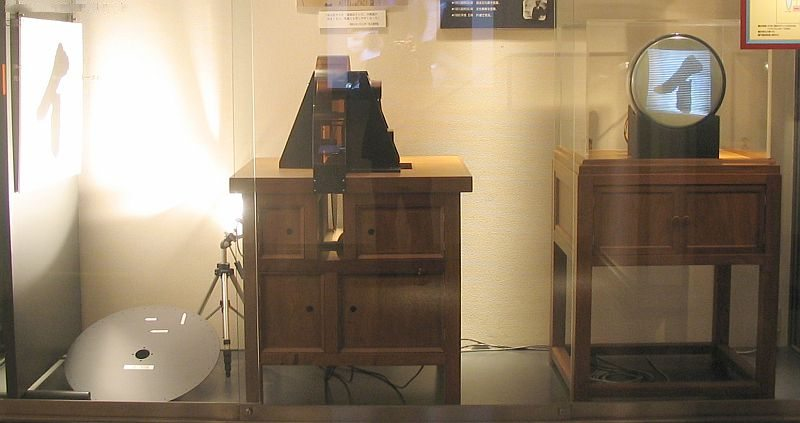
أول جهاز عرض تلفزيوني صنعه تاكاياناغي، محفوظ في متحف إن إتش كي للبث في طوكيو.

كينجيرو تاكاياناغي (باليابانية: 高柳 健次郎) عاش في الفترة بين (20 يناير 1899 - 23 يوليو 1990) وولد في هاماماتسو، شيزوكا كان رائد ياباني في تطوير التلفزيون. على الرغم من أنه فشل في الحصول على اعتراف الكثير في الغرب، قام بناء جهاز استقبال تلفزيوني يعتبر الأول في العالم، ويشار إليه باسم «الأب الياباني للتلفزيون».

## الحياة الوظيفية
في عام 1925، بدأ تاكاياناغي إجراء أبحاث على التلفزيون بعد القراءة عن التكنولوجيا الجديدة في مجلة فرنسية. ووضع نظام مماثل لنظام جون لوجي بيرد، حيث استخدم قرص نيبكوو لفحص الجسم وتوليد إشارات كهربائية. ولكن خلافا لبيرد، قام تاكاياناغي بخطوة هامة وهي استخدام أنبوب أشعة الكاثود لعرض الإشارة الواردة بذلك كان من طور أول جهاز تلفزيون «بشكل إلكتروني كامل». وفي 25 ديسمبر 1926، عرض تاكاياناغي بنجاح نظامه في ثانوية هاماماتسو الصناعية، حيث كان يعلم في ذلك الوقت (المدرسة الآن هي «كلية الهندسة» في جامعة شيزووكا). وكانت الصورة الأولى تعرض حرف  من الكاتاكانا باللغة اليابانية، مكون من 40 من خطوط المسح الضوئي. وكان هذا قبل عدة أشهر من قيام فيلو فارنزوورث بعرض أول نظام إلكتروني كامل للتلفزيون في سان فرانسيسكو يوم 7 سبتمبر 1927 والذي لم يتطلب قرص نيبكوو. (راجع تاريخ التلفزيون).
واصل تاكاياناغي في السنوات اللاحقة لعب دور أساسي في تطوير التلفزيون في محطة إن إتش كيه (هيئة الإذاعة اليابان)، ثم في جيه في سي (شركة فيكتور اليابان)، حيث أصبح في نهاية المطاف نائب رئيس الشركة. كما شارك أيضا في تطوير التلفزيون الملون  ومسجل أشرطة الفيديو. توفي من مرض الالتهاب الرئوي في عام 1990 في سن 91.

### يكرم
منح تاكاياناغي وسام الكنز المقدس في عام 1989. ووسام الثقافة.

## وصلات خارجية
- كينجيرو: أب التلفزيون الياباني -تحية إلى تاكاياناغي كينجيرو في موقع محطة إن إتش كيه.